# Keglevich
Keglevich vodka je žestoko alkoholno piće koje se proizvodi u Italiji. Proizvodi se u tvrtci Stock S.p.A. u Trstu. Izrađuje se samo destilacijom pšenice po originalnom receptu mađarskog grofa Stephana Keglevicha. 

## Vrste
Keglevich Delicious ima dijapazon od 6 voćnih okusa:
- Jagoda
- Breskva
- Dinja
- Šumsko voće
- Borovnica
- Malina i Vrhnje

Keglevich Fresh Ima 3 različita okusa:
- Limun
- Jabuka
- Metvica

Keglevich Exotic nudi još 2 pića bazirana na vodki:
- Mango i Maracuja
- Zeleni čaj

Keglevich Luxuria
- Slatki korjen